# Moussem de Tan-Tan
Le Moussem de Tan-Tan est une célébration annuelle qui remonte à 1963, réunissant plus d'une trentaine de tribus nomades du Sahara, en particulier du sud marocain et d'autres régions du nord-ouest de l'Afrique. Cet événement, considéré comme une fantasia et une foire, est un point de convergence culturel et social majeur pour les tribus du sud du Royaume et des pays africains voisins. Le Moussem est un témoignage vivant des cultures orales et artistiques sahraouies, inscrit au patrimoine culturel immatériel par l'Unesco en 2008. 
Malgré une interruption entre 1979 et 2004 pour des raisons de sécurité, le Moussem de Tan-Tan demeure un événement emblématique mettant en lumière les traditions, la musique, les chants populaires, les joutes poétiques, les jeux, les courses de chameaux, les expositions artisanales, et bien plus encore. Son retour après une pause de trois ans souligne la valeur historique et culturelle de cet événement en tant que lieu de rencontre et d'échange culturel riche en patrimoine immatériel marocain.
Le Moussem de Tan-Tan est une fantasia et foire annuelle réunissant plus d'une trentaine de tribus nomades du Sahara, plus précisément du sud marocain et des autres régions du nord-ouest de l'Afrique.
Il s'agit d'un témoignage vivant des cultures orales et artistiques sahraouies qui est inscrit patrimoine culturel immatériel en 2008 (proclamation en 2005) par l'Unesco.
Le Moussem de Tan-Tan n'a pas été organisé entre 1979 et 2004 pour des questions de sécurité.